# Bannerod
Bannerod is een plaats in de Duitse gemeente Grebenhain, deelstaat Hessen, en telt 134 inwoners.

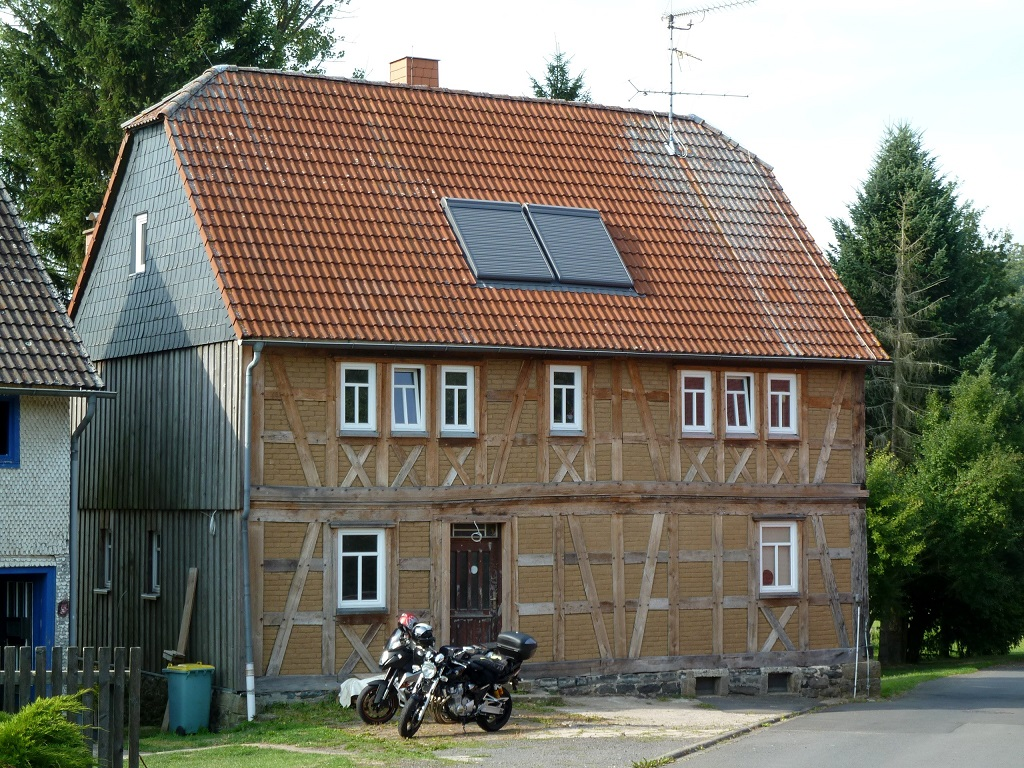
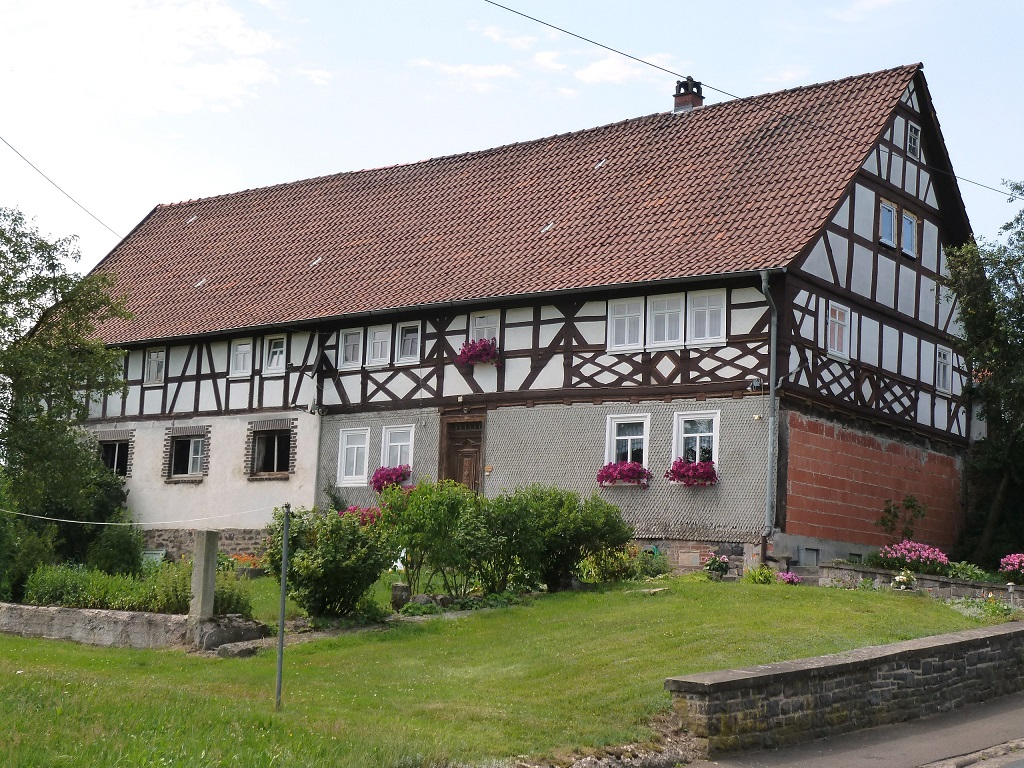